# Villers-le-Tilleul
Villers-le-Tilleul è un comune francese di 237 abitanti situato nel dipartimento delle Ardenne nella regione del Grand Est.

## Storia

### Simboli
Lo stemma comunale è stato adottato nel 2002. È un'arma parlante: il tiglio (in francese tilleul) è un riferimento al nome del paese.

## Società

### Evoluzione demografica
Abitanti censiti